# Bahama's
De Bahama's (Engels: The Bahamas, officieel: Commonwealth of The Bahamas, Gemenebest van De Bahama's) vormen  een onafhankelijk, Engelstalig land in het Caraïbisch gebied.

## Geografie

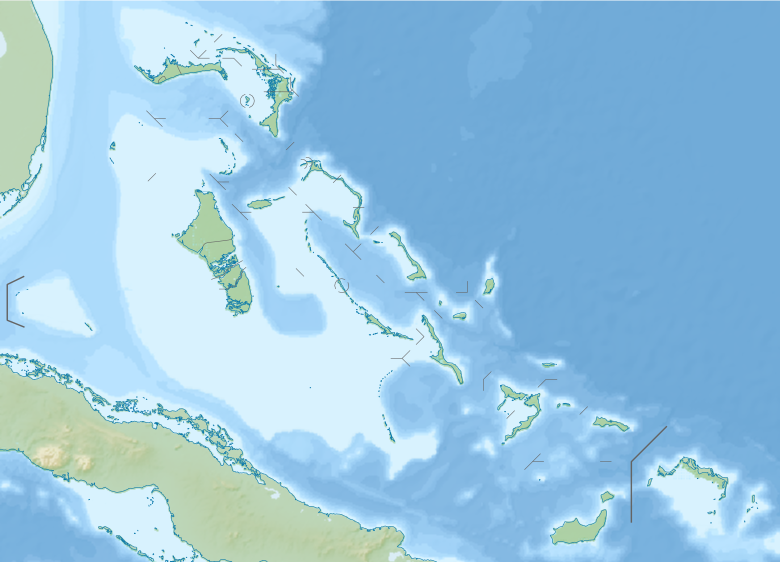
Bahama's

De Bahama's bestaan uit een archipel van 700 eilanden en 2000 cays of keys (zand-/koraalplaten), die zich bevindt in de Atlantische Oceaan, ten oosten van de Amerikaanse staat Florida, ten noorden van Cuba en Haïti en ten westen van de Britse Turks- en Caicoseilanden. Het land telt ruim 391.000 inwoners op een oppervlakte van 13.878 km² (vergelijkbaar met de oppervlakte van het Vlaams Gewest).
Van alle eilanden zijn er slechts 30 à 40 bewoond. Het grootste eiland is Andros, op ongeveer 180 kilometer ten zuidoosten van Florida. De Bimini-eilanden liggen ten noordwesten daarvan. Ten noorden ligt Grand Bahama met de op een na grootste stad: Freeport. Great Abaco ligt daar ten oosten van. Het op een na grootste eiland, Great Inagua, ligt in het zuiden. Het dichtst bevolkte eiland is New Providence met de hoofdstad Nassau. Andere eilanden zijn Eleuthera, Cat, San Salvador, Acklins, Crooked Island en Mayaguana.
De onderwaterwereld van de Bahama's staat bekend om haar rijkdom aan grote roofvissen, waaronder vele soorten haaien. Vermoedelijk maakt de variatie van zandbodems, koraalriffen, mangrovebossen en de Golfstroom uit de Atlantische Oceaan de zeeën rondom de eilanden tot een ideale habitat voor deze vissen. Er is ook nog geen sprake van grootschalige industriële verontreiniging van het zeewater.

## Geschiedenis
Rond het jaar 700 migreerden Taínoindianen vanuit Hispaniola naar de Bahama's en de Turks- en Caicoseilanden. Zij ontwikkelden hun eigen cultuur, lieten hun archeologische sporen na en noemden zich de Lucayans.
Op 12 oktober 1492 landde Christoffel Columbus op een van de eilanden (mogelijk was dit het eiland San Salvador) waarmee de ontdekking van Amerika een feit was. De Spanjaarden koloniseerden de eilanden niet, maar voerden wel de meeste Taíno's af als slaven naar Hispaniola.
In 1648 kwam een groep Engelse puriteinen die zich de Eleutheran Adventurers noemden naar de Bahama's. Onder leiding van William Sayle ontgonnen zij het eiland Eleuthera. In 1670 gaf Karel II van Engeland toestemming om de eilanden te ontginnen. Op het eiland New Providence werd een kleine stad gebouwd genaamd Charles Town.
In 1703, ten tijde van de Spaanse Successieoorlog, vond een Spaans-Franse aanval plaats op Charles Town. De stad werd geplunderd en platgebrand. In 1706 vond nogmaals een aanval plaats. Vanaf dat moment begon een periode van anarchie en kwamen de Bahama's bekend te staan als de piratenrepubliek waar onder anderen Zwartbaard, Charles Vane, Mary Read, Anne Bonny, Calico Jack en Benjamin Hornigold de dienst uitmaakten. Zij hanteerden een wetboek dat de piratencode werd genoemd. In 1718 werd de voormalige kaper Woodes Rogers tot gouverneur benoemd. Hij gaf de meeste piraten gratie en wist de orde te herstellen. Hij liet de hoofdstad, grotendeels op eigen kosten, herbouwen en noemde deze voortaan Nassau. In 1729 kwamen de eilanden rechtstreeks onder de Britse kroon.
Na de Amerikaanse Onafhankelijkheidsoorlog werden de eilanden belangrijker voor de Britten. Ze stuurden plantagehouders en slaven naar de Bahama's. In 1807 werd echter de slavenhandel door de Britten verboden en in 1838 werd slavernij verboden. Dit betekende dat slaven die naar de Bahama's wisten te ontsnappen of schipbreuk leden, bevrijd werden. Ook vanuit Florida kwamen groepen voormalige slaven naar de Bahama's.
Van 1940 tot 1945 was de hertog van Windsor, prins Edward, gouverneur van de Bahama's. Hij was hiervoor de Britse koning geweest en voelde zich hier niet thuis. Hij opende het eerste parlement en zette zich in voor de armen. In de jaren 50 van de 20e eeuw werd het politieke systeem opgestart: in 1953 werd de PLP (Progressive Liberal Party) opgericht die streefde naar het invoeren van algemeen kiesrecht. Dit kwam er in 1959 voor mannen en in 1962 ook voor vrouwen. In 1964 kregen de Bahama's zelfbestuur en in 1967 kwam de PLP aan de macht ten koste van de grotendeels door blanken geleide UBP (United Bahamian Party). Op 10 juli 1973 werden de Bahama's onafhankelijk en werd het nieuwe land lid van het Gemenebest van Naties.

## Cultuur

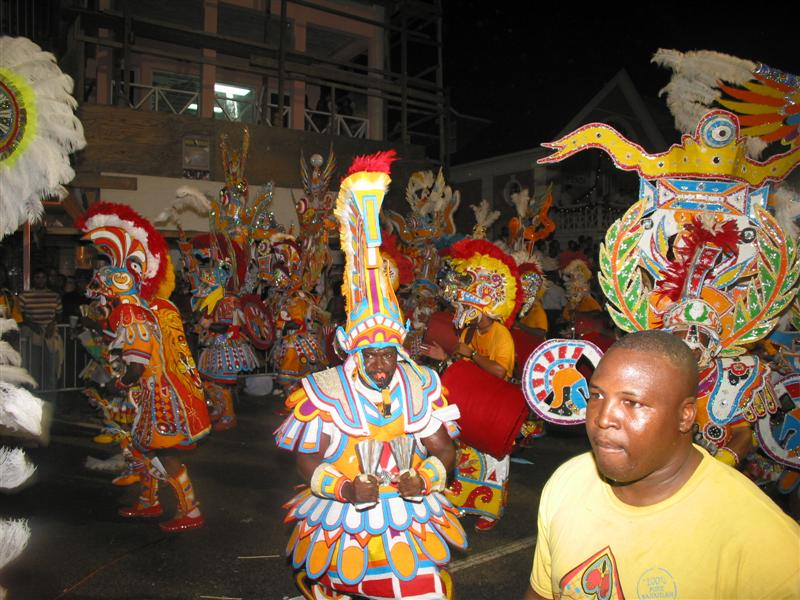
Junkanoo

Op de Bahama's wordt Engels gesproken, maar wel met een eigen dialect.
Het bekendste onderdeel van de Bahamaanse cultuur is de junkanoo. Dit zijn carnavalachtige optochten. Calypso en soca zijn, net als in de rest van de Caraïben, de traditionele muziek- en dansstijlen. Regatta's zijn een belangrijk onderdeel van het gemeenschapsleven. Bijna elk eiland, ook de kleinere, houdt wel een jaarlijkse regatta.
De Bahamaanse keuken is een mengeling van de Engelse keuken en die van de zuidelijke staten van Amerika. Deze is voor een belangrijk deel gebaseerd op zeevruchten.
Obeah is een vorm van magie die raakvlakken heeft met hoodoo. Het toepassen is illegaal maar het vindt nog op beperkte schaal plaats.

## Economie

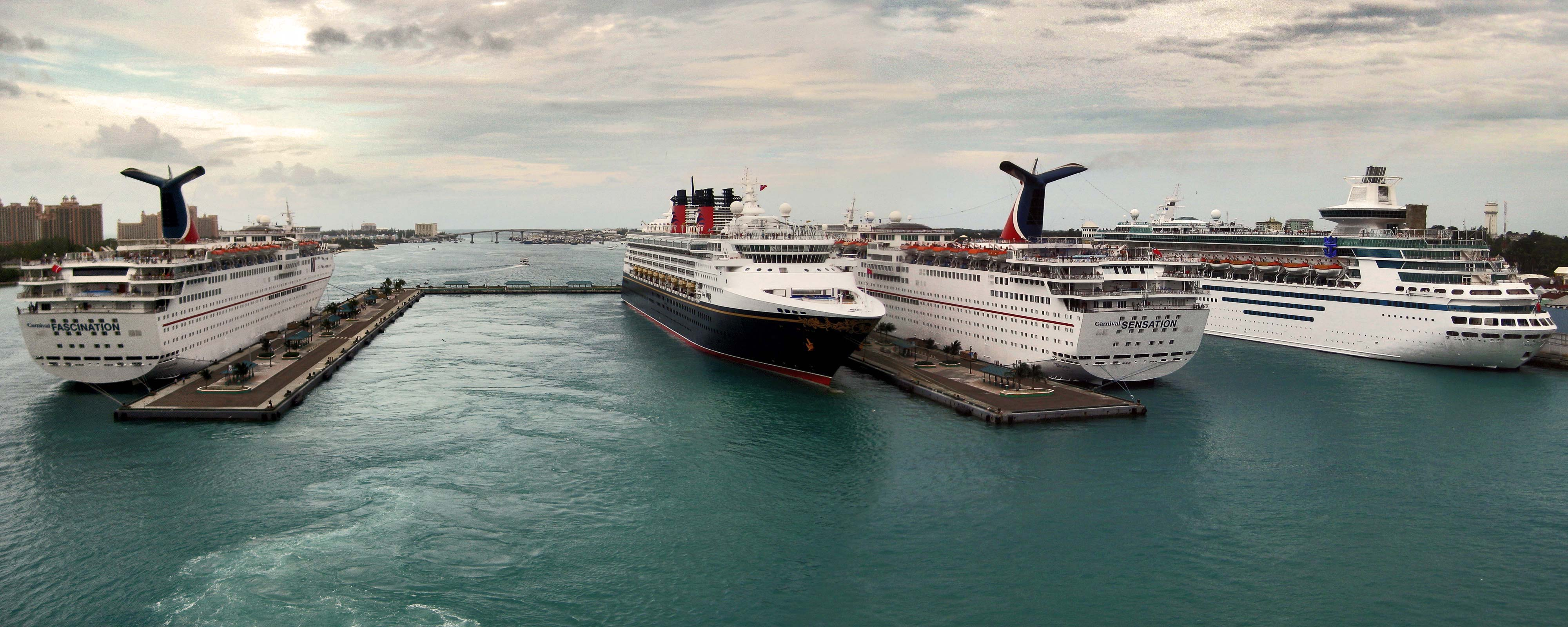
Cruiseschepen in de haven van Nassau

Het toerisme is het belangrijkste onderdeel van de Bahamaanse economie. Jaarlijks komen miljoenen toeristen naar de eilanden, waarvan de meesten per cruiseschip. De bankensector staat op de tweede plek; de Bahama's staan bekend als een belastingparadijs waar anno 2016 zo'n 223 miljard dollar aan vermogen gestald was, 26 keer het BNP van het eiland. De derde plaats wordt ingenomen door de landbouw.

## Politiek

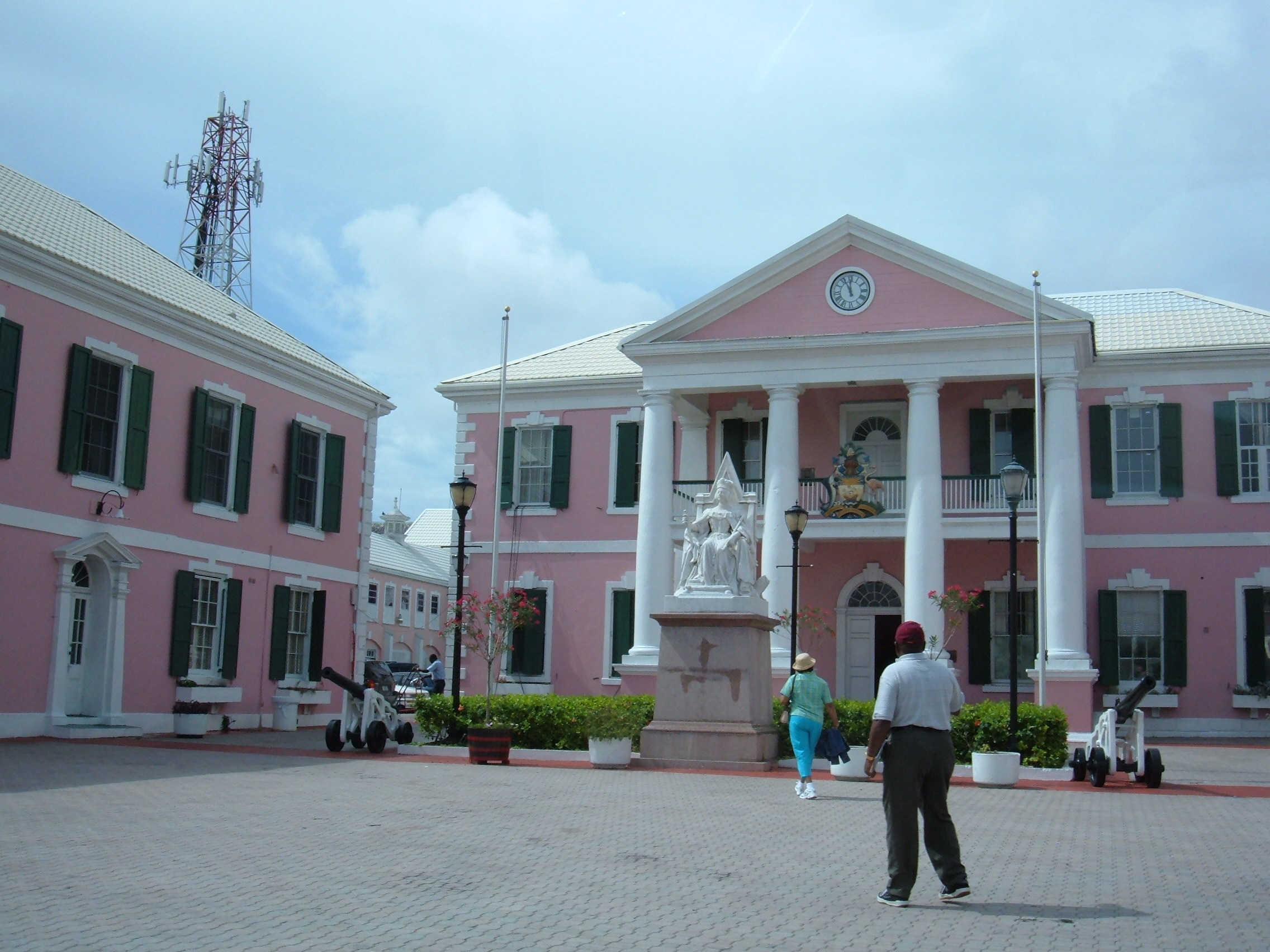
Het parlementsgebouw van de Bahama's

De Bahama's werden onafhankelijk van het Verenigd Koninkrijk op 10 juli 1973, maar maken nog steeds deel uit van het Gemenebest van Naties en zijn een Commonwealth realm.
- Staatshoofd: koning Charles III
- Gouverneur-generaal: Cynthia A. Pratt
- Minister-president: Philip Davis

### Bestuurlijke indeling
De Bahama's kennen naast de centrale overheid ook andere bestuurslagen, territoriale onderdelen waar regels vastgesteld en/of beslissingen genomen worden over bepaalde gebieden en/of hun bewoners. Het betreft de volgende bestuurslagen:
| centraal niveau                                          | districtsniveau                                  | gemeenteniveau                                   |
| Gemenebest van de Bahama's - Commonwealth of The Bahamas | gebied direct bestuurd door de centrale overheid | gebied direct bestuurd door de centrale overheid |
| Gemenebest van de Bahama's - Commonwealth of The Bahamas | districten - district                            |                                                  |
| Gemenebest van de Bahama's - Commonwealth of The Bahamas | districten - district                            | plaatsen - town area                             |
| 1. 2.                                                    |                                                  |                                                  |

De Bahama's zijn onderverdeeld in 31 districten. Deze indeling werd in 1996 ingevoerd, waarna in 1999 acht districten werden toegevoegd. Het belangrijkste eiland van de Bahama's, New Providence, kent geen districten en valt direct onder de landelijke overheid.

## Geboren

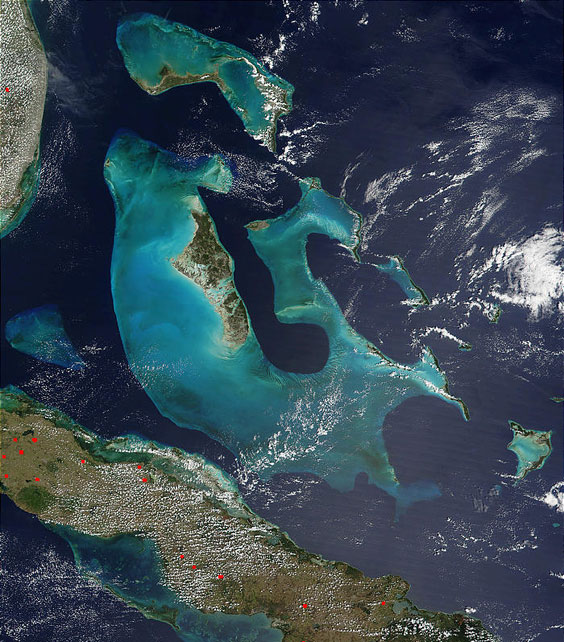
Satellietfoto van de Bahama's

- Ian Hamilton Finlay (1925-2006), Schots beeldend kunstenaar, dichter en auteur
- Etta Cameron (1939-2010), zangeres
- Troy Kemp (1966), hoogspringer
- Mark Knowles (1971), tennisser
- Chandra Sturrup (1971), sprintster
- Kimbo Slice (1974-2016), MMA-vechter
- Tonique Williams-Darling (1976), atlete
- Debbie Ferguson-McKenzie (1976), atlete
- Avard Moncur (1978), atleet
- Chris Brown (1978), atleet
- Dominic Demeritte (1978), sprinter
- Andrae Williams (1983), atleet
- Michael Mathieu (1984), atleet
- Andretti Bain (1985), atleet
- Arianna Vanderpool-Wallace (1990), zwemster